# Nordens textilfabrik
Nordens textilfabrik är en textilfabrik för förädling av bomullsvaror i Borås.
Företaget grundades 1895 under namnet Appreterings AB Norden. 1921 ombildades bolaget under namnet AB Svenson & Hagberg och erhöll 1925 namnet Nordens textilfabrik AB. 1927 köptes företaget upp av Nääs fabriks AB. I början av 1930-talet fanns omkring 100 anställda. 
Verksamheten drevs vidare under namnet Nordens textilfabrik fram till 1956, då verksamheten fusionerades under namnet Alingsås bomullsväveri AB.